# Ceratophallus natalensis
Ceratophallus natalensis е вид охлюв от семейство Planorbidae. Видът не е застрашен от изчезване.

## Разпространение и местообитание
Разпространен е в Ангола, Ботсвана, Бурунди, Демократична република Конго, Етиопия, Замбия, Зимбабве, Камерун, Кения, Лесото, Мозамбик, Намибия, Нигерия, Свазиленд, Танзания, Уганда, Чад и Южна Африка.
Обитава крайбрежията на сладководни басейни и реки в райони с тропически климат.